# أليكس ميدينا
أليكس ميدينا هو ممثل فلبيني، ولد في 26 مايو 1986 في الفلبين.

## وصلات خارجية
- أليكس ميدينا على موقع IMDb (الإنجليزية)
- أليكس ميدينا على موقع قاعدة بيانات الفيلم (الإنجليزية)